# Beechagondanahalli, Channarayapatna
Beechagondanahalli là một làng thuộc tehsil Channarayapatna, huyện Hassan, bang Karnataka, Ấn Độ.